# Bahnstrecke Neufahrn–Radldorf
| Der Bahnhof von Geiselhöring |                      |                                  |                                  |
| |                      |                                  |                                  |
| Streckennummer (DB): | 5630                 |                                  |                                  |
| Kursbuchstrecke (DB): | 932                  |                                  |                                  |
| Kursbuchstrecke: | 424c (1946)          |                                  |                                  |
| Streckenlänge: | 26,2 km              |                                  |                                  |
| Spurweite: | 1435 mm (Normalspur) |                                  |                                  |
| Streckenklasse: | C4                   |                                  |                                  |
| Streckengeschwindigkeit: | 100 km/h             |                                  |                                  |
| Zugbeeinflussung: | PZB                  |                                  |                                  |
| |                      |                                  |                                  |
| \| \| \| von München \| \| \| \| 0,000 \| Neufahrn (Niederbay) \| 404 m ü. NHN \| \| \| \| nach Regensburg \| \| \| \| 3,690 \| Oberlindhart \| 397 m ü. NHN \| \| \| 5,337 \| Niederlindhart \| 390 m ü. NHN \| \| \| 6,857 \| Mallersdorf \| 384 m ü. NHN \| \| \| 12,221 \| Laberweinting \| 369 m ü. NHN \| \| \| 15,940 \| Sallach \| 359 m ü. NHN \| \| \| 18,579 \| Geiselhöring \| 359 m ü. NHN \| \| \| \| nach Sünching bis 1896 \| \| \| \| \| nach Pilling, Straubing bis 1896 \| \| \| \| 23,724 \| Perkam \| 338 m ü. NHN \| \| \| \| von Obertraubling \| \| \| \| 26,226 \| Radldorf (Niederbay) \| 339 m ü. NHN \| \| \| \| nach Passau \| \| \| \| \| \| \| \| Quellen: [1][2] \| \| \| \| |                      |                                  |                                  |
| Strecke |                      | von München                      | von München                      |
| Bahnhof | 0,000                | Neufahrn (Niederbay)             | 404 m ü. NHN                     |
| Abzweig geradeaus und nach links |                      | nach Regensburg                  | nach Regensburg                  |
| Haltepunkt / Haltestelle | 3,690                | Oberlindhart                     | 397 m ü. NHN                     |
| Bahnhof | 5,337                | Niederlindhart                   | 390 m ü. NHN                     |
| Haltepunkt / Haltestelle | 6,857                | Mallersdorf                      | 384 m ü. NHN                     |
| Haltepunkt / Haltestelle | 12,221               | Laberweinting                    | 369 m ü. NHN                     |
| Haltepunkt / Haltestelle | 15,940               | Sallach                          | 359 m ü. NHN                     |
| Bahnhof | 18,579               | Geiselhöring                     | 359 m ü. NHN                     |
| Abzweig geradeaus und ehemals nach links |                      | nach Sünching bis 1896           | nach Sünching bis 1896           |
| Abzweig geradeaus und ehemals nach rechts |                      | nach Pilling, Straubing bis 1896 | nach Pilling, Straubing bis 1896 |
| Haltepunkt / Haltestelle | 23,724               | Perkam                           | 338 m ü. NHN                     |
| Abzweig geradeaus und von links |                      | von Obertraubling                | von Obertraubling                |
| Bahnhof | 26,226               | Radldorf (Niederbay)             | 339 m ü. NHN                     |
| Strecke |                      | nach Passau                      | nach Passau                      |
| |                      |                                  |                                  |
| Quellen: |                      |                                  |                                  |

Die Bahnstrecke Neufahrn (Niederbay)–Radldorf ist eine 26 km lange eingleisige nicht elektrifizierte Nebenbahn von Neufahrn entlang der Kleinen Laber nach Radldorf in Niederbayern. Sie ist Teil der 46 km langen Gäubodenbahn von Neufahrn über Straubing nach Bogen.

## Geschichte

### Streckenbau
Die private Königlich privilegirte Actiengesellschaft der bayerischen Ostbahnen eröffnete am 3. November 1858 den ersten Abschnitt ihrer Bahnstrecke München–Regensburg von München bis Landshut. Die Ostbahn-Gesellschaft trieb den Weiterbau nach Regensburg und Straubing energisch voran, so dass bereits am 8. November 1859 ein beschränkter Gütertransport zwischen Straubing und Landshut eingerichtet werden konnte. Am 12. Dezember 1859 wurde die Strecke von Landshut über Geiselhöring nach Straubing eröffnet, die am 20. September 1860 nach Passau verlängert wurde. Ab Geiselhöring ging ebenfalls am 12. Dezember 1859 der Abschnitt in Richtung Regensburg in Betrieb. Damit war die Labertallinie über Geiselhöring der Mittelteil der Hauptbahnstrecke von München nach Regensburg und Passau geworden und der Bahnhof Geiselhöring zur ostbayerischen Eisenbahndrehscheibe mit elf Gleisen, einer großen Lokomotivremise und einer Werkstatt.

Mit dem Bau der Abkürzungsstrecke von Neufahrn nach Obertraubling bei Regensburg in den Jahren 1870 bis 1873 wurde die Linie von Landshut nach Regensburg erheblich verkürzt. Ebenfalls 1873 baute man die Abkürzungsstrecke von Straubing nach Sünching, womit für eine Fahrt von Regensburg nach Passau der Abstecher nach Geiselhöring und das dortige Kopfmachen überflüssig wurde und ein Gleisdreieck zwischen Geiselhöring, Straubing und Sünching entstand. Die Ostbahnleitung und ihre Nachfolgerin ab 1875, die Bayerische Staatsbahn, drängte zur Aufgabe der Strecke von Geiselhöring nach Sünching. Mit Petitionen an verschiedene Stellen suchte Geiselhöring den weiteren Bedeutungsverlust des Geiselhöringer Bahnhofs abzuwenden.

Bahnstrecken der Ostbahn bis 1875. Bei Straubing ist das kleine Gleisdreieck Geiselhöring–Straubing–Sünching zu erkennen.

### Die Verbindung Perkam–Radldorf
Durch die Eröffnung der Bahnstrecke Landshut–Plattling im Jahr 1880 war die Bedeutung der Strecke von Neufahrn nach Straubing erheblich gesunken. Die Staatsbahn suchte nun nach einem Weg, das aufwändige Gleisdreieck zwischen Geiselhöring, Straubing und Sünching aufzulösen.
An Stelle der beiden Äste von Geiselhöring nach Straubing und nach Sünching wollte man eine Mittelstrecke bauen. Dagegen protestierte der Laber-Bote in einem Artikel vom 29. Dezember 1893. Dieser Bahnverlauf brächte nur längere Fahrzeiten und höhere Fahrpreise.
Die Staatsbahn prüfte mehrere Möglichkeiten und entschied sich schließlich für den Neubau einer 2,47 km langen Strecke von Perkam nach Radldorf mit Überbrückung der Kleinen Laber. Dabei erhielt Perkam als Ersatz für Pilling einen Bahnhof. Der Streckenbau wurde mit Gesetz vom 8. März 1894 bewilligt und im Sommer 1896 durchgeführt. Am 26. September 1896 fand die Probefahrt und am 30. September die Eröffnung statt.

### Herabstufung zur Nebenbahn
Damit war das Ende der Strecke von Geiselhöring nach Sünching und der alten Strecke über Pilling nach Straubing verbunden. Der alte Bahnhof von Perkam und der von Pilling wurden verkauft. Die Laberbrücken bei Geiselhöring wurden später vom Militär zu Übungszwecken gesprengt. Eine weitere einschneidende Entscheidung war die Herabstufung der bisherigen Vollbahn Neufahrn–Straubing zur Sekundärbahn Neufahrn–Radldorf. Die Proteste der betroffenen Gemeinden führten zu einer Verbesserung der Fahrplangestaltung, ermäßigten Fahrpreisen und zu der Anordnung, an der neuen Verbindungsstrecke nur Über- und Unterführungen, aber keine schienengleichen Übergänge zuzulassen.
Durch den Bahnbau nach Radldorf erhöhte sich die Entfernung von Geiselhöring nach Straubing von 15,6 km auf 17,3 km und von Geiselhöring über Radldorf nach Sünching von 9,0 km auf 14,3 km. Ein Leserbrief vom 4. Oktober 1902 im Straubinger Tagblatt gibt Einblick über die Zustände während einer Fahrt gegen Ende der Hopfenernte in der Hallertau, als ein für 33 Sitzplätze genehmigter Wagen mit 42 Personen besetzt war. Zugleich ist erkennbar, dass 1902 auf dieser Strecke Reisezugwagen mit Ofenheizung aus dem Jahr 1870 verkehrten, da sich der Schreiber über die „rußigen Dunkelkammern“ beschwerte.

### Zukunftsaussichten
Nach dem Konzept der Bayerischen Staatsregierung für mehr Elektromobilität auf der Schiene in Bayern hat Innenminister Joachim Herrmann die Strecke aus bayerischer Sicht als Pilotprojekt für den Betrieb mit Oberleitungs-/Diesel-Hybrid-Fahrzeugen vorgeschlagen. Da jedoch die Achslast der renovierungsbedürftigen Eisenbahnbrücke Bogen beschränkt ist, werden auf der gesamten Linie RB 32 keine Neufahrzeuge eingesetzt. Ein solches Pilotprojekt ist daher unter Beibehaltung des derzeitigen Betriebskonzepts nicht möglich.
Die Strecke soll bis Dezember 2026 mit einzelnen Ausbaumaßnahmen beschleunigt werden. Hierzu sieht die Bayerische Eisenbahngesellschaft einen Ausbau der beiden Kreuzungsbahnhöfe Niederlindhart und Geiselhöring vor, wodurch Barrierefreiheit und gleichzeitige Zugeinfahrten ermöglicht werden sollen. Darüber hinaus sollen alle ungesicherten Bahnübergänge entweder aufgelassen oder technisch gesichert werden, um Geschwindigkeitseinschränkungen zu vermeiden.
Im Zielfahrplan 2030 des Deutschlandtakts ist eine Durchbindung sämtlicher Züge vorgesehen.

## Hochbauten
In Niederlindhart und Laberweinting stehen noch die 1859 von der Ostbahngesellschaft im ländlichen Stil erbauten Bahnhofsgebäude in recht gutem Zustand. Das sehr große Bahnhofsgebäude in Neufahrn wurde von der Ostbahngesellschaft anlässlich des Baus der Abkürzungsstrecke nach Regensburg erbaut. Vom ursprünglich großen Bahnhofsgebäude in Geiselhöring sind heute nur noch zwei Bauteile erhalten.

## Fahrzeugeinsatz
Auf der Strecke wurden lange Zeit Dampflokomotiven der für Nebenbahnen in Niederbayern typischen Baureihe 70 (Bayerische Pt 2/3) eingesetzt. In den 1950er Jahren löste die Deutsche Bundesbahn diese durch die Baureihe 64 ab und stellte in den 1960er Jahren im Personenverkehr auf Uerdinger Schienenbusse um. Im Güterverkehr kamen noch bis in die 1970er Jahre, vor allem für lange Güterzuge der Rübenkampagne im Herbst, Dampflokomotiven der Baureihe 50 zum Einsatz. Die Fahrzeuge wurden bis 1985 vom Bahnbetriebswerk Plattling gestellt, danach kamen die Schienenbusse der Baureihe 798 vom Bahnbetriebswerk Hof. Mit der Verlegung der Rosenheimer Schienenbusse nach Mühldorf kamen diese Fahrzeuge auf der Strecke zum Einsatz.
Seit 2002 werden die Züge aus Dieseltriebzügen der Baureihe 628.4 gebildet. Die Südostbayernbahn setzt diese nicht barrierefreien und nicht klimatisierten Fahrzeuge aufgrund der Beschränkungen der Donaubrücke Bogen bis zu einem Ersatz dieser auch im bis mindestens 2035 laufenden Verkehrsvertrag ein.

## Verkehr
2002 übergab die Deutsche Bahn den Verkehr an die neugegründete Gäubodenbahn als Regionetz, die zum 1. Januar 2021 in die Südostbayernbahn eingegliedert wurde. Der Markenname Gäubodenbahn wurde beibehalten. Das Betriebskonzept sieht einen durchgängigen Stundentakt der Linie RB 32 (Bogen – Straubing – Neufahrn (– Landshut)) mit Zugkreuzungen im Bahnhof Niederlindhart und Begegnungen auf freier Strecke zwischen Straubing und Radldorf vor. Einzelne Verstärkerzüge zur Hauptverkehrszeit machen gelegentliche Zugkreuzungen im Bahnhof Geiselhöring erforderlich. Weitere Kreuzungsmöglichkeiten existieren nicht mehr, auch der Güterverkehr ist vollständig eingestellt. Ein täglicher Fahrzeugumlauf verkehrt über Neufahrn hinaus nach Landshut, da dort Kontakt zum übrigen Streckennetz der Südostbayernbahn und damit zu deren Werkstätten besteht. Die Rückleistung erfolgt dann als RB 32 Landshut – Neufahrn. Samstags verkehrt ein Zugpaar von Bogen über die Gäubodenbahn und das Netz der Südostbayernbahn bis Salzburg.